# Scandalo Kotze

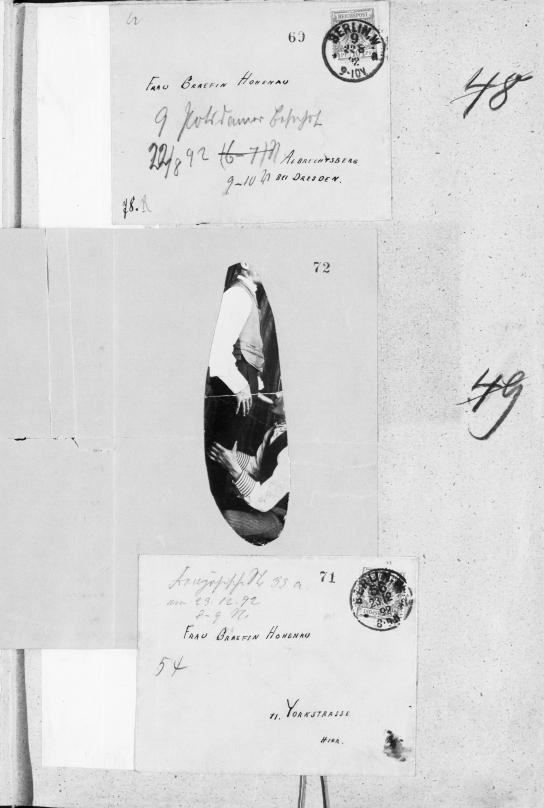
Una delle tante lettere raffiguranti immagini pornografiche provenienti dall'Archivio segreto di Stato prussiano.

Lo scandalo Kotze fu uno scandalo che coinvolse la corte imperiale tedesca alla fine del XIX secolo. Dal 1891 diversi membri della nobile società di corte e della famiglia di Guglielmo II furono accusati di eccessi sessuali in lettere anonime.

## Premesse
Poiché i testi delle lettere contenevano dettagli non pubblici della vita di corte, si presumeva che l'autore delle lettere fosse un membro di alto rango della corte. Nel 1894 i sospetti caddero sul cerimoniere di corte Leberecht von Kotze, che fu poi arrestato. Tuttavia, nulla poteva essere provato contro di lui. Per ripristinare il suo onore, Kotze sfidò a duello due dei suoi accusatori, rimanendo ferito nel primo duello. L'11 aprile 1894 sparò a Karl von Schrader, contro il quale aveva gareggiato due volte, in un duello con una pistola.
L'affare, come quello della Tavola Rotonda, suscitò grande scalpore tra una parte della popolazione. La famiglia imperiale perse credibilità, prestigio e reputazione.

## Lo scandalo
Mentre la famiglia imperiale tedesca cercava di presentarsi al mondo esterno come virtuosa, a corte c'erano sempre festini e orge, ad esempio durante le battute di caccia al castello di Grunewald. Un incontro del genere ebbe luogo nel gennaio 1891: tra i 15 partecipanti c'erano Federico Carlo d'Assia-Kassel, la sorella dell'imperatore Carlotta di Prussia come hostess, Leberecht von Kotze e Charlotte di Hohenau (nata von der Decken), moglie del conte Federico di Hohenau. Il giorno successivo, molti di loro hanno ricevuto lettere anonime che descrivevano dettagliatamente gli eventi della sera precedente, inclusi sesso di gruppo e rapporti omosessuali. Sono state incluse immagini pornografiche e disegni di organi sessuali. Ciò si ripeté nelle società successive, ma anche cortigiani e nobili non coinvolti ricevettero simili lettere offensive in cui l'autore denunciava gli eccessi sessuali degli ambienti di corte. Charlotte von der Decken in particolare è stata descritta dall'autore come "virile" e ha nominato diversi dei suoi partner sessuali di alto rango, ma anche Karl von Schrader e sua moglie Alide. In totale sono state inviate più di 200 lettere di questo tipo.
Nel 1892, con l'aumento delle voci che ne risultavano, alcuni degli interessati decisero di consegnare le lettere alla polizia in forma censurata. Dalla ricchezza dei dettagli si potrebbe concludere che lo stesso autore delle lettere apparteneva alla cerchia ristretta della società di corte e doveva essere uno dei 15 partecipanti all'orgia nel casino di caccia di Grunewald. Alla fine, dietro le lettere fu accusato il cerimoniere imperiale Leberecht von Kotze. Era considerato loquace negli ambienti di corte ed era impopolare a causa del suo sarcasmo, ma era protetto da Guglielmo II. Nel 1894, la polizia segreta confiscò le carte assorbenti in possesso di von Kotze che presumibilmente lo incriminavano, dopodiché Guglielmo II fece arrestare von Kotze senza accuse penali. Il sospetto non poteva essere fondato e von Kotze fu rilasciato pochi giorni dopo. Tuttavia, l’imperatore mantenne il suo approccio e incaricò un tribunale militare di indagare sul caso. La corte ha interrogato tutti i membri della corte, ma non ha trovato nulla di incriminante.
Il “Circolo Hohenau-Schrader”, tra i cui protagonisti figuravano Federico von Hohenau e Karl von Schrader, continuò poi le indagini per conto proprio. Von Kotze ora pretendeva soddisfazione dai suoi accusatori. Nel 1895 ci fu un primo duello tra von Schrader e von Kotze, che si svolse senza intoppi. In un duello con Hugo von Reischach, von Kotze rimase ferito alla coscia e fu portato in ospedale. Guglielmo II gli inviò una composizione floreale a forma di uovo di Pasqua sul suo letto di malato come gesto di riconciliazione. Nell'aprile 1896 von Kotze combatté un secondo duello con von Schrader, nel quale però rimase ucciso.
I duelli suscitarono grande scalpore anche tra la popolazione comune, tanto che c'erano folle di persone nei luoghi stabiliti nei duelli berilinesi. La stampa ha criticato aspramente il comportamento della società di corte, affermando che stava danneggiando il realismo e la reputazione della famiglia reale. Anche il duello stesso è stato criticato. Guglielmo II vietò le cerimonie funebri pubbliche per von Schrader per impedire ulteriore attenzione.

## Elaborazione storica
Nel 1996 Tobias C. Bringmann ha potuto visionare e valutare per la prima volta i documenti originali dell'Archivio segreto di Stato prussiano. Wolfgang Wippermann ha pubblicato le lettere nella loro forma originale per la prima volta nel suo libro del 2010 Skandal im Jagdschloss Grunewald.
Non è però ancora chiaro chi abbia scritto le lettere. Lo storico John C. G. Röhl scrisse nel 2001 che riteneva probabile che si trattasse del duca Ernesto Gunther di Schleswig-Holstein-Sonderburg-Augustenburg, cognato dell'imperatore, insieme ai complici del demimonde. In tal modo ha seguito le prime conclusioni degli investigatori dell'epoca, che all'epoca erano state espresse anche pubblicamente. Secondo Röhl la conoscenza privilegiata e l'arroganza di classe parlano a favore del duca Ernst Günther, noto per la sua vita sessuale dissoluta e scandalosa.
Wippermann non si impegnava ed era dell'opinione che ci fosse qualcosa da dire a favore della duchessa Charlotte von Meiningen come autrice delle lettere. Anche lei era già sospettata dalla società berlinese contemporanea. Il motivo è da un lato che il modo in cui i genitali femminili sono descritti dettagliatamente nelle lettere parla a favore di una donna come autrice e, dall'altro, con un presunto risentimento da parte dell'autore Duchessa contro contessa Hohenau: la contessa era nata von der Decken della bassa nobiltà; Ma attraverso il suo matrimonio con il conte Federico von Hohenau, figlio del matrimonio morganatico del principe Albrecht di Prussia Sr. essendo Rosalie von Rauch imparentata con la famiglia reale, ottenne l'accesso ai circoli interni della corte e dell'alta nobiltà - un progresso sociale che spesso scatenò risentimento o ostilità negli ambienti di corte. Come prova può essere visto anche il documentato successivo schieramento della duchessa Carlotta dalla parte dei coniugi Kotze,[5] che erano stati fortemente screditati dai falsi sospetti del Leberecht von Kotzes.
Nella ricerca è stata discussa anche una connessione tra le due teorie. Charlotte collaborò poi con il cognato Ernesto Gunther di Schleswig-Holstein-Sonderburg-Augustenburg.